# M. Bison
M. Bison, conosciuto come Vega (ベガ?, Bega) in Giappone, è il principale antagonista della serie di videogiochi Street Fighter. È al centro, come avversario, di molte sottotrame legate a vari personaggi principali della serie; quasi ogni combattente ha buoni motivi per odiarlo.
Nell'originale giapponese il nome M. Bison è invece il nome del personaggio noto in Occidente come Balrog; essendo quest'ultimo un pugile di colore, il nome originale richiama la somiglianza con Mike Tyson, ma in Occidente si preferì evitare questo richiamo e ci fu un triplo scambio di nomi M. Bison-Balrog-Vega.
Sebbene a volte venga chiamato da terzi "Master Bison" o "Mister Bison", non viene rivelato per cosa stia la "M" nel nome occidentale; nei primi anni '90 la Capcom dichiarò che faceva parte del mistero del personaggio.
Nel film Street Fighter - Sfida finale è interpretato dall'attore Raúl Juliá, che morì poco prima della sua uscita, mentre in Street Fighter - La leggenda è interpretato da Neal McDonough.

## Caratteristiche
M. Bison è capo indiscusso dell'organizzazione Shadaloo (detta occasionalmente ShadowLaw in inglese), un sindacato criminale. È dotato di oscuri poteri psionici e nel corso della saga con la sua organizzazione diventa una minaccia per la stabilità del mondo intero.
M. Bison si presenta come un uomo alto e massiccio in uniforme militare rossa con piastre metalliche bianche su spalle, polsi e stinchi, un mantello nero e un cappello da comandante con visiera. Sul cappello è presente il teschio alato simbolo di Shadaloo, un riferimento ai simboli nazisti. Nelle sue prime apparizioni, nelle varie edizioni di Street Fighter II, il cappello ha invece al centro una stella. Bison ha gli occhi completamente bianchi nella serie Zero/Alpha, mentre in Street Fighter II e nei seguiti le pupille sono presenti, sebbene molto piccole. Nella serie Capcom vs. SNK, inoltre, Bison appare più slanciato (essendo quello il nuovo corpo in cui si era "reincarnato") e si toglie il mantello prima di ogni combattimento.
Come mosse nei videogiochi picchiaduro si serve anche dei suoi poteri soprannaturali, che consentono di sferrare potenti attacchi speciali o di levitare per lo scenario. Può ad esempio colpire con pugni avvolti da una carica energetica, o effettuare lo Psycho Crusher, uno dei suoi colpi più caratteristici, con il quale lui stesso si lancia contro il nemico come un missile umano, avvolto da carica energetica. Altre mosse caratteristiche sono il doppio colpo Scissor Kick ("calcio a forbice"), la scivolata-sgambetto e l'Head Stomp ("pestone in testa") con il quale piove a piedi uniti, in una posa plastica, dritto sulla testa dell'avversario.

## Creazione
M. Bison è dichiaratamente ispirato a due classici cattivi della finzione giapponese, Washizaki di Riki-Oh e Yasunori Kato di Teito monogatari.
La sua prima apparizione è come boss finale nel videogioco Street Fighter II: The World Warrior del 1991; Sagat, boss del primo Street Fighter, viene qui relegato a suo braccio destro. L'introduzione di M. Bison rivoluzionò definitivamente la trama della saga, che inizialmente rappresentava soltanto un torneo internazionale di arti marziali, ma poi assunse i toni di una complessa storia di spionaggio e divenne una lotta tra le forze del Bene e del Male.

## Biografia
Poco si sa dell'infanzia e dei primi anni di Bison (molti manuali spiegano che la sua data di nascita è sconosciuta), ma sembra che abbia intorno ai 40 anni. Il suo luogo d'origine è sconosciuto, ma all'epoca della sua prima comparsa, in Street Fighter II, il suo livello è in Thailandia e il manuale di istruzioni della versione Super Nintendo giapponese (la prima mai uscita per il mercato casalingo) dichiara che ogni combattente "ricevesse" gli sfidanti nel proprio paese d'origine.
Nella sua apparizione in Street Fighter Alpha: Warrior's Dream, viene descritto come il capo di una potente organizzazione criminale e paramilitare segreta detta Shadaloo, o Shadowlaw. Tale organizzazione cade sotto gli occhi dell'Interpol, che, per sventarne i piani di conquista del mondo, manda sul posto l'agente Chun-Li, spinta tra l'altro anche da motivi di vendetta personale, in quanto Bison stesso aveva ucciso suo padre.
La ragazza riesce a battere Bison, che però riesce a fuggire a bordo di un elicottero giurando vendetta. Il dittatore, effettivamente, ricompare in Street Fighter Alpha 2, dove è in conflitto con la chiromante Rose, che presenta i Poteri dell'Anima contrari a quelli psichici di Bison; tale intricata situazione verrà svelata nel capitolo successivo della saga.
Frattanto i poteri psichici di Bison crescono al punto di non poter essere più ospitati nel suo corpo e lui ordina ai suoi scienziati di trovare un nuovo corpo per contenerli; a tale scopo viene creata Cammy dal suo DNA, che riesce però a sfuggire alla Shadaloo. Le mire di Bison si rivolgono allora verso Ryu, giovane combattente e nemesi del suo vice, Sagat.
Ryu viene catturato e sottoposto al lavaggio del cervello; quando Sagat obietta sulla questione, Bison ordina a Ryu di ucciderlo, ma nel frattempo arrivano Ken e Sakura e si scatena una battaglia nella quale Bison, sconfitto, ricorre allo PsychoDrive per ripristinare i suoi poteri.
In Street Fighter Alpha 3, gli agenti Charlie Nash e Guile, aiutati da Chun-Li, vengono mandati a fermare i piani del dittatore di costruire un satellite capace di incrementare i suoi poteri psichici. Charlie si sacrifica nell'esplosione dell'isola di Shadaloo dove muore anche Bison, la cui anima però riesce a sopravvivere e a trasferirsi in Rose. Viene ora rivelato che per poter trovare posto ai suoi poteri sempre crescenti, Bison ha dovuto espellere tutto il bene e l'umanità presenti in lui, che sono stati trasferiti nel corpo di Rose. Bison resta dentro Rose finché gli scienziati della Shadaloo riescono a creargli un nuovo corpo, ossia quello che si vede in Street Fighter II; tale corpo è però meno potente del primo, in quanto durante la sua permanenza nel corpo di Rose, il lato buono e quello malvagio si sono miscelati.
Il Secondo Torneo viene comunque inaugurato da Bison per vendicarsi dei distruttori dello PsychoDrive, ma alla fine viene battuto da Akuma.
In Street Fighter IV Bison ritorna nuovamente come leader della Shadaloo. Il suo corpo è stato ricostruito dagli scienziati della sua organizzazione, ma per scelta del dittatore il corpo non è stato completato; il motivo è che, stando a Bison, lui avrà presto un nuovo corpo. Tramite la storia di Seth si può capire che Bison è tornato per riprendersi innanzitutto il dominio di Shadaloo, e successivamente il corpo perfetto di Seth.

## Apparizioni
Videogiochi
- Street Fighter II: The World Warrior (non giocabile - boss finale)
- Street Fighter II: Champion Edition
- Street Fighter II Turbo
- Super Street Fighter II: The New Challengers
- Super Street Fighter II Turbo
- Street Fighter Alpha
- Street Fighter Alpha 2
- Street Fighter Alpha 2 Gold
- Street Fighter Alpha 3
- Street Fighter Alpha 3 Upper
- Street Fighter EX
- Street Fighter EX Plus Alpha
- Street Fighter EX 2
- Street Fighter EX 3
- Hyper Street Fighter II
- X-Men vs. Street Fighter
- Marvel Super Heroes vs. Street Fighter
- Marvel vs. Capcom 2: New Age of Heroes
- Capcom vs. SNK: Millennium Fight 2000
- Capcom vs. SNK Pro
- Capcom vs. SNK 2
- SNK vs Capcom: SvC Chaos
- Namco vs. Capcom
- Capcom Fighting Jam
- Street Fighter IV
- Super Street Fighter IV
- Street Fighter V
- Street Fighter 6 (DLC)

Film live action
- Street Fighter - Sfida finale
- Street Fighter - La leggenda

Film d'animazione
- Street Fighter II: The Animated Movie
- Super Street Fighter IV
- Ralph Spaccatutto
- Ralph spacca Internet

Serie animate
- Street Fighter II V
- Street Fighter